# Flora Carniolica, Editio Secunda
Flora Carniolica, Editio Secunda (abreviado Fl. Carniol. (ed. 2)) es un libro con ilustraciones y descripciones botánicas que fue escrito por  Giovanni Antonio Scopoli y publicado en dos volúmenes en los años 1771-72, con el nombre de Flora Carniolica Exhibens Plantas Carniolae Indigenas et Distributas in Classes Naturales cum Differentiis Specificis, Synonymis Recentiorum, Locis Natalibus, Nominibus Incolarum, Observationibus Selectis, Viribus Medicis. Editio Secunda Aucta et Reformata. Viennae